# Émile Mbele
Émile Mbele (5 gennaio 1975) è un ex calciatore camerunese, di ruolo difensore.